# یونایتد آرتیستس تله‌ویژن
یونایتد آرتیستس تله‌ویژن (انگلیسی: United Artists Television) یا به اختصار «UATV»، یک شرکت آمریکایی تهیه، تولید و توزیع محصولات تلویزیونی بود.
این شرکت، بخشِ تلویزیونی شرکت «یونایتد آرتیستس» بود که در سال ۱۹۵۸ میلادی بنیان نهاده شد، اما امروزه دیگر فعال نیست.